# Día de la Trashumancia y el Criancero Caprino
El día de la trashumancia y el criancero caprino -que se celebra desde 2011 en la comuna de Illapel- es fiesta popular que apunta a reconocer la labor de las familias crianceras de ganado que desarrollan su vida entre el valle y la Cordillera de Los Andes.
Dicha fiesta popular consiste en el paso de arreos por el centro de la mencionada ciudad, los cuales son despedido por miles de personas que les desean buenaventura en lo que será un viaje de hasta 12 días y una estadía que rodea los 4 meses en la alta montaña.
Luego del paso los crianceros caprinos; las autoridades, la comunidad illapelina y los turistas se reúnen para brindar por este oficio donde además comparten diversa gastronomía relacionada con las cabras.
Los arreos, piños o majadas que cruzan la ciudad, están compuestos por miles cabras, cabritos y chivatos, además de mulas, caballos, perros pastores y por supuesto familias completas que se dedican a este oficio.
Según el decreto alcaldicio, esta fiesta se debe celebrar anualmente en una fecha a determinar entre el 15 de noviembre y el 15 de enero, asumiendo que esta rutina de llevar el ganado a la cordillera responde a la necesidad de pasto. Es por ello, que dependiendo de la pluviometría del invierno y por ende de la cantidad de forraje que existe en el valle, se define la fecha de inicio de la travesía, es decir una vez que se acabe el pasto en el valle los animales son trasladados a la cordillera donde las familias se instalan en campamentos o ranchos.
- Datos: Q8771160